# Cáceres Esporte Clube
Cáceres Esporte Clube é um clube brasileiro de futebol da cidade de Cáceres, no estado de Mato Grosso. Foi fundado dia 10 de janeiro de 1977. Suas cores são o azul e o branco.
Seu estádio, o Geraldão, possui capacidade para receber 5 mil torcedores. Participou de 15 edições do Campeonato Mato-Grossense de Futebol, estreando ainda em 1977, e ausentou-se no ano seguinte. Voltou à ativa em 1979, entretanto o "Crocodilo do Pantanal" licenciaria-se novamente, agora entre 1980 e 1986. Reativou o futebol profissional em 1987 e desde então, disputou outras 14 edições do campeonato, sem resultados expressivos. Problemas financeiros obrigaram a Federação Mato-Grossense de Futebol a punir o Cáceres em 2001, e o clube permaneceu inativo até 2008, quando disputou a Segunda Divisão estadual.
Em 2010, o Cáceres teve um desempenho fraco, onde sofreu 65 gols e marcou apenas 9, perdendo os 13 jogos que disputou - a maior derrota foi um 14 a 0 para o Sorriso EC, em março do mesmo ano (terceira maior goleada na história do campeonato, empatada com Mixto x Tangará, em 2009).
Durante a campanha, o clube chegou a recorrer a uniformes de clubes amadores, pois o uniforme oficial do "Crocodilo" havia sido retido por uma lavadeira. Tal como ocorreu em 2001, o clube ameaçou ter a participação na Segunda Divisão barrada pela FMF, desta vez por "falta de competitividade", mas a equipe não se inscreveu.
Desde então, o Crocodilo do Pantanal permanece fora das competições profissionais.